# Kiss (priimek)
Kiss je priimek več oseb:
- Balázs Kiss, madžarski atlet
- Béla Kiss, madžarski serijski morilec
- Gergely Kiss, madžarski vaterpolist
- István Kiss, madžarski general
- János Kiss, madžarski general
- László Balásfalvi Kiss, madžarski general